# Ebubekir Pasha
Ebubekir Pasha (1670 - 1758) was een 17e- en 18e-eeuwse Ottomaanse staatsman.
Hij was grootvizier, gouverneur van de provincies Egypte, Jeddah, Cyprus en Bosnië van het Ottomaanse rijk en hij was het hoofd van de Keizerlijke Munt. Hij was de schoonzoon van sultan Mustafa II.
Een van zijn belangrijkste werken is het Bekir Pasha Aquaduct in Larnaca op Cyprus.